# Нвако, Маутлагола
Маутлагола Палгрев Кедайрсве Нвако (англ. Moutlakgola Palgrave Kediretswe Nwako; 6 августа 1922, Серове, Бечуаналенд, Великобритания — 1 августа 2002) — ботсванский государственный деятель, министр иностранных дел Ботсваны (1966—1969). Считается одним из политических архитекторов современной Ботсваны.

## Биография
Большую часть своего детства помогал пасти семейный скот. В возрасте четырнадцати лет был отправлен для получения начального образования в школу Khama Memorial School. В 1943 г. он отправился в Тигр Клуф Институт, где завершил своё среднее образование. За способности в математике получил прозвище «Пифагор». После завершения учебы работал в племенных казначействах в Молепололе и Серове, прежде чем стать казначей в колледже Moeng.
На протяжении 1950-х гг. входил в группу молодых интеллектуалов на базе Gammangwato, которые призывали к политической реформе, а также к возвращению Серетсе Кхама из вынужденного британского изгнания. В 1952-53 гг. вместе с другими активистами участвовал в формировании Национального Конгресса Бамангвато, который стал «третьей силой» между традиционно соперничавшими группами во главе с Чекеди Хама и Кибока Кгамане.
В 1960 г. был избран в исполнительный племенной совет Бангвато. В 1961 г. выступил одним из создателей устава Демократической партии Ботсваны (BDP) и стал помощником её казначея. В 1965 г. был избран на первых выборах в парламент и сохранял депутатский мандат на протяжении трех десятилетий.
После обретения страной независимости (1965) занимал ряд ведущих должностей в руководстве Ботсваны:
- 1965—1969 гг. — министр сельского хозяйства,
- 1966—1969 гг. — министр иностранных дел, на этом посту подал заявку о вступлении страны в ООН,
- 1969—1977 гг. — министр здравоохранения,
- 1977—1989 гг. — министр торговли и промышленности,
- 1989—1999 гг. — председатель Национальной ассамблеи Ботсваны.